# Podophyllum majorense
Podophyllum majorense är en berberisväxtart som beskrevs av François Gagnepain. Podophyllum majorense ingår i släktet fotblad, och familjen berberisväxter. Inga underarter finns listade i Catalogue of Life.